# Slagfiðr
Nella mitologia norrena, Slagfiðr (in norreno "che ha battuto i Finni") è il fratello di Völundr il fabbro e di Egill l'arciere. Nella Völundarkviða ("Il carme di Völundr", uno dei poemi mitologici dell'Edda poetica) si narra che Slagfiðr abbia sposato la valchiria Hlaðguðr svanhvít, sorella di Hervör alvitr moglie di Völundr. Dopo nove inverni passati insieme, Hlaðguðr si trasforma in cigno e vola via per compiere il suo destino di valchiria. Slagfiðr, scoperta la fuga della moglie, parte verso sud alla sua ricerca.
Alcuni hanno tentato di ricollegare la figura di Slagfiðr a quella del re dei Frisoni Finn.